# Бородатий коллі
Бородатий коллі або бородач — це пастуша порода собак, яка колись використовувалася в основному шотландськими вівчарками, але зараз переважно є популярним компаньйоном у сім’ї.
Бородаті коллі мають середню вагу 18–27 кілограмів (40–60 фунтів). Самці приблизно 51–56 сантиметрів (20–22 дюймів) високий у холці, тоді як самки приблизно 51–53 сантиметри (20–21 дюйм) високий.

## Історія

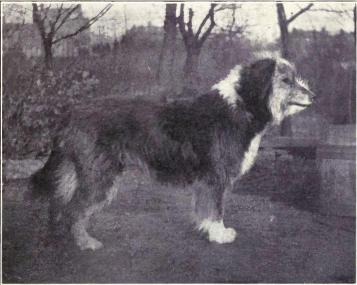
Бородатий коллі, близько 1915 року

Легенда про походження бородатого коллі полягає в тому, що предки того, що сьогодні є польською низинною вівчаркою, були покинуті на берегах Шотландії, а потім цих собак скрестили з місцевими пастушими собаками. Варіант цієї історії полягає в тому, що Казімеж Грабський, польський купець, нібито обміняв партію зерна на овець у Шотландії в 1514 році та привіз шістьох польських низинних вівчарок, щоб перевезти їх. Шотландський пастух був настільки вражений пастушими здібностями собак, що обміняв кількох овець на кількох собак. Польські вівчарки були схрещені з місцевими шотландськими собаками для отримання бородатого коллі.
Загальноприйнятно, що місіс. Г. Олів Віллісон заснувала сучасну бородату коллі в 1944 році разом зі своєю коричневою сукою Жанні з Боткеннара. Джінні нібито була шетландською вівчаркою, але місіс. Віллісон отримав бородатого коллі випадково. Вона була настільки зачарована собакою, що захотіла почати розведення, тож почала шукати собаку для Дженні. Прогулюючись по пляжу, Mrs. Віллісон зустрів чоловіка, який емігрував із Шотландії; вона стала власницею його сірого пса Девіда, який став Бейлі з Боткеннара.

## Як домашні тварини

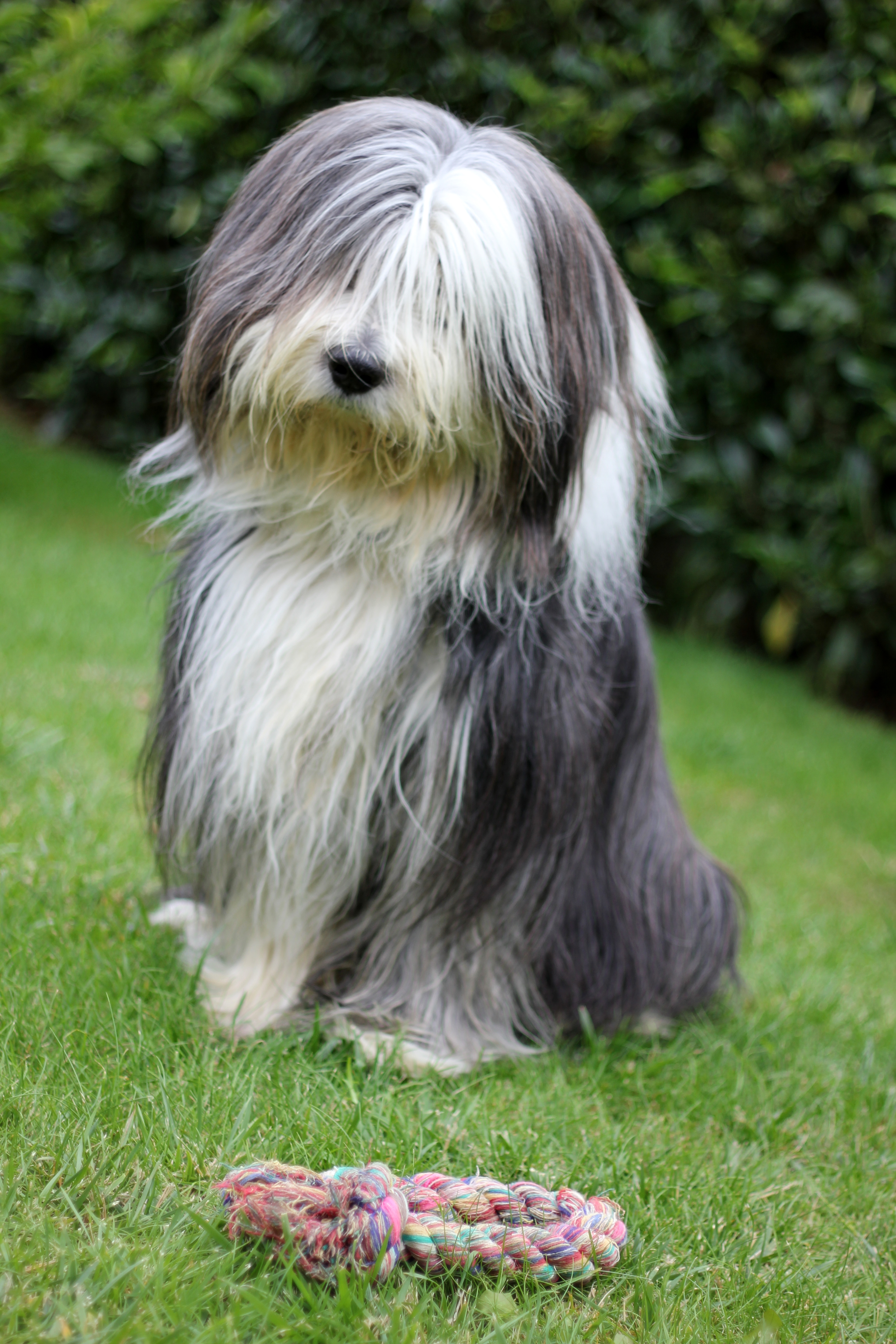
Бородатий коллі з іграшковою мотузкою.

Відповідно до щорічного рейтингу порід Американського кінологічного клубу, бородатий коллі займає 117 місце зі 175 порід за популярністю в Сполучених Штатах. Бородатого коллі найкраще придбати у авторитетного заводчика або в центрі порятунку собак. Існують асоціації порятунку Beardie, такі як Beardie Collie Rescue і «Rescue Me». Ці організації намагаються помістити небажаних цуценят і собак у відповідні, люблячі домівки. Більшість заводчиків бородатих коллі дуже ретельно підходять до розведення, виховання та підсадки своїх цуценят. Завдяки цьому бородаті коллі вважаються «незіпсованою» породою.

## Трудове життя

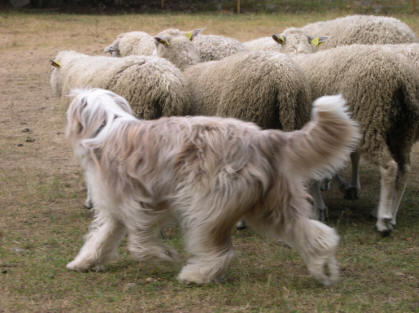
Бородатий коллі пасе овець.

Бородатого коллі використовують для випасу як овець, так і великої рогатої худоби . По суті, це робочий собака — вирощений, щоб бути витривалим і надійним, здатним протистояти найсуворішим умовам і найвитривалішим вівцям. Робочий бородатий коллі став менш поширеним за останні кілька десятиліть і ризикував вимерти; однак, завдяки зусиллям кількох пастухів, таких як Том Мюрхед і Пітер Вуд, «робочий бородань» вижив і стає все популярнішим. Її експортували до Австралії та Сполучених Штатів, і вона користується популярністю серед тих, хто шукає незалежної та розумної вівчарки. Місія Товариства робочих бородатих коллі – зберегти працездатність незареєстрованих робочих собак від «бородатих» предків. Веб-сайт Shepherds with beardies містить багато цінної інформації про невелику популяцію працюючих Beardies.
Бородатий коллі, зареєстрований у KC, потрапив у немилість у пастухів Уельсу, Шотландії та інших регіонів через відсутність інтересу шоу-племінної спільноти до виробництва «витривалих і надійних» тварин; Шовні лінії, як правило, розвивають надмірну шерсть, зокрема. Однак у деяких країнах (зокрема, у Швеції та Сполучених Штатах) для цієї породи були розроблені програми скотарства. Племінні організації в цих країнах активно заохочують заводчиків робити акцент на інших якостях, крім зовнішнього вигляду.

## Здоров'я

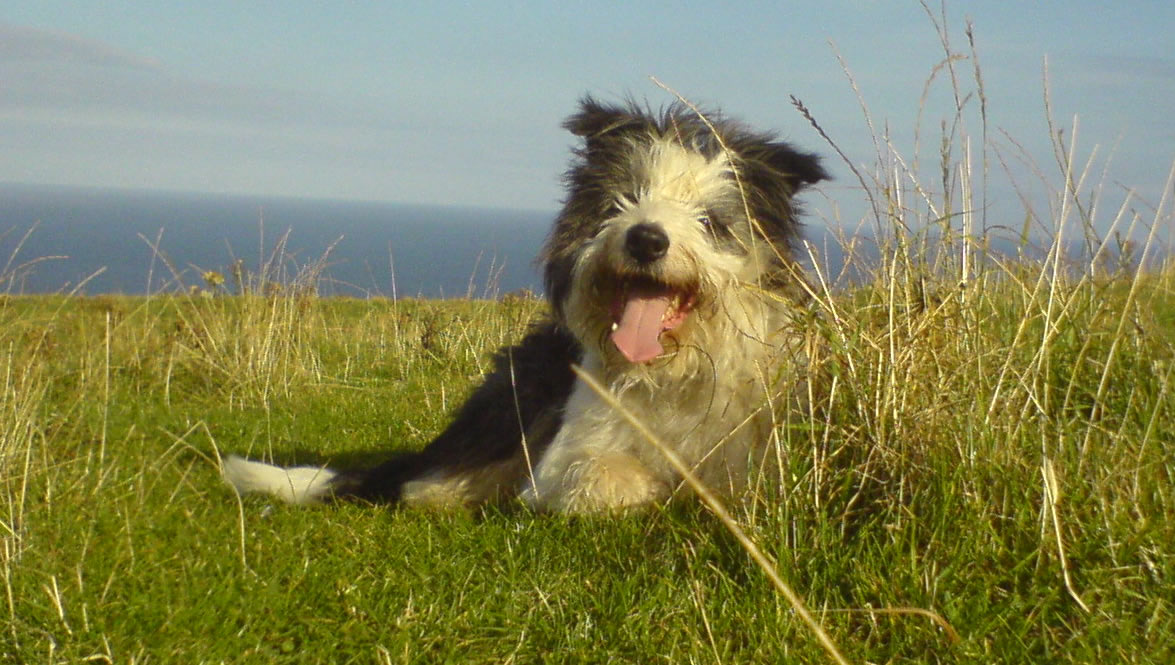
Трирічний бородатий коллі в Шотландії.

Розмір середнього посліду становить сім дитинчат.

### Смертність
Середня тривалість життя (вік, коли половина популяції померла, а половина все ще жива) бородатих коллі за останніми опитуваннями у Великій Британії та США/Канаді (середньозважене значення всіх досліджень) становить 12,8 років; У опитуваннях Великої Британії бородані жили довше (середнє ~13,4 року), ніж їхні побратими зі США/Канади (середнє 12,0 років). Більшість чистокровних порід мають середню тривалість життя від 10 до 13 років, а більшість порід, подібних за розміром до бородатих коллі, мають середню тривалість життя від 11 до 13 років, тому тривалість життя бородатих коллі, здається, на високому рівні порівняно з іншими породами (принаймні у Великій Британії). Окремі собаки можуть померти набагато раніше або пізніше середнього значення. У дослідженні США/Канади 1996 року 32% бородачів померли (включаючи випадкові випадки) у віці до дев'яти років; однак 12% прожили довше 14 років. Найстарша з 278 померлих собак в опитуванні UK Kennel Club 2004 року померла у віці 19,5 років; вік смерті найстарішої собаки в дослідженні США/Канади не повідомлявся.
Основними причинами смерті серед бороданів у Великій Британії є літній вік (26%), рак (19%), цереброваскулярні захворювання (9%) і хронічна ниркова недостатність (8%). Провідними причинами смерті серед бороданів у США та Канаді є літній вік (18%), рак (17%), ниркова недостатність (8%), цереброваскулярні захворювання (4%) і гіпоадренокортицизм (4%).

### Хворобливість
Власники бородатих коллі у Великій Британії повідомили, що найпоширенішими проблемами зі здоров’ям серед живих собак були опорно-руховий апарат — переважно артрит і розрив хрестоподібних зв’язок (CLR), шлунково-кишкові (головним чином коліт і діарея) та урологічні захворювання. Власники бородань у США та Канаді повідомили, що найпоширенішими проблемами зі здоров’ям були гіпотиреоз, рак, гіпоадренокортицизм (також відомий як хвороба Аддісона), артрит і проблеми зі шкірою. Однак захворюваність у двох дослідженнях порівняти нелегко; у звіті Великої Британії згруповані хвороби, тоді як у звіті США/Канади ранжуються більш конкретні захворювання.
Інші існуючі породні ознаки бородатого коллі включають: дерматологічні захворювання, такі як пухирчаста пухирчатка та захворювання чорної шкіри, фолікулярна дисплазія, захворювання опорно-рухового апарату, такі як вроджений вивих ліктя, захворювання очей, такі як дистрофія рогівки, катаракта та генералізована прогресуюча атрофія сітківки (GPRA).

### Гіпоадренокортицизм
Гіпоадренокортицизм (також відомий як хвороба Аддісона) є спадковим захворюванням у бородатих коллі, хоча механізм успадкування невідомий. Це відбувається, коли кора надниркових залоз виробляє недостатню кількість глюкокортикоїдних і/або мінералокортикоїдних гормонів. Він вражає приблизно 2–3,4% бородатих коллі в США/Канаді і спричиняє загибель принаймні 1% бородатих коллі у Великій Британії. Це набагато вищі відсотки, ніж для загальної популяції собак (0,1%), і гіпоадренокортицизм викликає непропорційну кількість смертей серед молодих собак. Ранні симптоми нечіткі, їх легко прийняти за інші захворювання. Симптоми включають безпричинну млявість, часті розлади шлунка або нездатність переносити стрес. Без лікування гіпоадренокортицизм може спричинити летальний дисбаланс натрію/калію; з довічним лікуванням більшість собак можуть жити відносно нормальним життям.

## У масовій культурі
- Роль Нани в оригінальній постановці п'єси Джеймса Баррі «Пітер Пен» виконав Бородатий Коллі. [ <span title="This claim needs references to reliable sources. (August 2017)">потрібна цитата</span> ]
- Бородатий коллі на прізвисько Коул [17] знявся у фільмі 2006 року «Кудлатий тато» із Тімом Алленом у головній ролі[18]. У цьому фільмі Дейв перетворюється на нього після того, як його вкусив священний пес.
- Ральфі, бородатий коллі, з’являється у фільмі <i id="mwlw">«Готель для собак»</i> 2009 року.